# Composition des équipes masculines à l'Euro Hockey League 2022
Cet article répertorie les compositions de toutes les équipes participantes à l'Euro Hockey League 2022. Les 18 équipes impliquées dans le tournoi devaient inscrire une équipe de 18 joueurs. L'âge de chaque joueur est au 13 avril 2022, premier jour de la saison.

## Final 12

### HC Bloemendaal
La composition suivante du HC Bloemendaal pour l'Euro Hockey League 2022.
Entraîneur :  Rick Matthijsen
| Numéro | Joueur                | Date de naissance | Âge |
| ------ | --------------------- | ----------------- | --- |
| 1      | Maurits Visser (GB)   | 8 juin 1995       | 26  |
| 4      | Arthur van Doren      | 1er octobre 1995  | 26  |
| 5      | Tim Swaen             | 28 août 1991      | 30  |
| 7      | Roel Bovendeert       | 8 mai 1992        | 29  |
| 8      | Thierry Brinkman      | 19 mars 1995      | 27  |
| 9      | Yannick van der Drift | 14 avril 1997     | 24  |
| 10     | Jorrit Croon          | 9 août 1998       | 23  |
| 11     | Glenn Schuurman (C)   | 16 avril 1991     | 30  |
| 13     | Jasper Brinkman       | 10 janvier 1997   | 25  |
| 16     | Caspar van Dijk       | 8 avril 1996      | 26  |
| 17     | Teun Beins            | 28 octobre 1998   | 23  |
| 18     | Casper van der Veen   | 29 juin 2004      | 17  |
| 19     | Sam Figge             | 4 février 2002    | 20  |
| 20     | Tom Hiebendaal        | 8 mars 1994       | 28  |
| 23     | Florian Fuchs         | 10 novembre 1991  | 30  |
| 28     | Floris Wortelboer     | 4 août 1996       | 25  |
| 77     | Wouter Jolie          | 7 juillet 1985    | 36  |

Les joueurs suivants ont été répertoriés pour concourir, mais n'ont participé à aucun match.
| Numéro | Joueur              | Date de naissance | Âge |
| ------ | ------------------- | ----------------- | --- |
| 2      | Jaap Stockmann (GB) | 24 juillet 1984   | 37  |

### Rot-Weiss Köln
La composition suivante du Rot-Weiss Köln pour l'Euro Hockey League 2022.
Entraîneur :  Pasha Gademan
| Numéro | Joueur               | Date de naissance | Âge |
| ------ | -------------------- | ----------------- | --- |
| 3      | Mats Grambusch       | 4 novembre 1992   | 29  |
| 7      | Fabio Seitz          | 31 août 2003      | 18  |
| 8      | Florian Adrians      | 16 juin 1992      | 29  |
| 10     | Moritz Trompertz     | 21 septembre 1995 | 26  |
| 11     | Florian Scholten     | 6 février 1995    | 27  |
| 13     | Florian Pelzner      | 19 juin 1994      | 27  |
| 15     | Tom Grambusch        | 4 août 1995       | 26  |
| 16     | Antheus Barry        | 6 octobre 2002    | 19  |
| 17     | Christopher Rühr     | 19 décembre 1993  | 28  |
| 18     | Maximilian Siegburg  | 1er mai 2000      | 21  |
| 19     | Ole Bölke            | 22 juillet 2002   | 19  |
| 21     | Vincent Vanasch (GB) | 21 décembre 1987  | 34  |
| 23     | Thies Prinz          | 7 juillet 1998    | 23  |
| 24     | Johannes Große       | 7 janvier 1997    | 25  |
| 26     | Elian Mazkour        | 9 mars 2001       | 21  |
| 27     | Timur Oruz           | 27 octobre 1994   | 27  |
| 29     | Joshua Onyekwue (GB) | 2 novembre 2002   | 19  |
| 30     | Mink van der Weerden | 19 octobre 1988   | 33  |

### Club Campo de Madrid
La composition suivante du Club Campo de Madrid pour l'Euro Hockey League 2022.
Entraîneur :  Pablo Usoz Ciriza
| Numéro | Joueur              | Date de naissance | Âge |
| ------ | ------------------- | ----------------- | --- |
| 1      | Mario Garín (GB)    | 26 avril 1992     | 29  |
| 2      | Pablo Usoz Diaz     | 25 février 2003   | 19  |
| 3      | Enrique Zorita      | 14 janvier 1999   | 23  |
| 4      | Ricardo Sánchez     | 4 décembre 1992   | 29  |
| 6      | Alejandro Álvarez   | 16 février 1998   | 24  |
| 7      | Enrique González    | 29 avril 1996     | 25  |
| 9      | Álvaro Tello        | 20 juillet 1999   | 22  |
| 10     | José Basterra       | 3 janvier 1997    | 25  |
| 11     | Anton Parente       | 19 janvier 1993   | 29  |
| 13     | Andrés Mir          | 25 janvier 1987   | 35  |
| 14     | Borja Lacalle       | 21 mai 2001       | 20  |
| 15     | Diego Usoz          | 15 novembre 2001  | 20  |
| 16     | Joaquín Puglisi     | 23 octobre 1995   | 26  |
| 17     | Ignacio Abajo       | 28 avril 2000     | 21  |
| 18     | Alejandro de Frutos | 29 septembre 1992 | 29  |
| 19     | Álvaro Iglesias (C) | 1er mars 1993     | 29  |
| 24     | Ignacio Rodríguez   | 12 juin 1996      | 25  |
| 30     | Luis Molins (GB)    | 17 avril 1998     | 23  |

### KHC Dragons
La composition suivante du KHC Dragons pour l'Euro Hockey League 2022.
Entraîneur :  Michael Cosma
| Numéro | Joueur              | Date de naissance | Âge |
| ------ | ------------------- | ----------------- | --- |
| 1      | Victor Foubert      | 12 octobre 2002   | 19  |
| 2      | Loic van Doren (GB) | 14 septembre 1996 | 25  |
| 4      | Lucas Putters       | 25 janvier 2002   | 20  |
| 5      | Max Lootens         | 12 octobre 1997   | 24  |
| 7      | Robbert Rubens      | 23 décembre 1996  | 25  |
| 9      | Mathew Cobbaert     | 18 mai 1993       | 28  |
| 10     | Nicolás della Torre | 1er mars 1990     | 32  |
| 12     | Timothy Luyten      | 15 janvier 1999   | 23  |
| 13     | Simon Gougnard      | 17 janvier 1991   | 31  |
| 14     | Thomas Crols        | 11 septembre 2003 | 18  |
| 15     | Max Luyten          | 5 novembre 2002   | 19  |
| 17     | Sebastiaan Geers    | 19 mars 2001      | 21  |
| 19     | Félix Denayer (C)   | 31 janvier 1990   | 32  |
| 22     | Lucas Martínez      | 17 novembre 1993  | 28  |
| 23     | Henri Raes          | 23 janvier 1997   | 25  |
| 24     | Ralph Putters       | 7 juin 2003       | 18  |
| 27     | Conor Harte         | 3 avril 1988      | 34  |

Les joueurs suivants ont été répertoriés pour concourir, mais n'ont participé à aucun match.
| Numéro | Joueur                  | Date de naissance | Âge |
| ------ | ----------------------- | ----------------- | --- |
| 21     | Frédréric Beeckman (GB) | 4 décembre 1993   | 28  |

### SV Kampong
La composition suivante du SV Kampong pour l'Euro Hockey League 2022.
Entraîneur :  Roelant Oltmans
| Numéro | Joueur               | Date de naissance | Âge |
| ------ | -------------------- | ----------------- | --- |
| 1      | David Harte (GB)     | 3 avril 1988      | 34  |
| 2      | Bram van Battum      | 6 août 2001       | 20  |
| 4      | Jip Janssen          | 14 octobre 1997   | 24  |
| 5      | Freek Schwartz       | 9 décembre 2002   | 19  |
| 6      | Lars Balk (C)        | 26 février 1996   | 26  |
| 7      | Ties Ceulemans       | 18 juin 1993      | 28  |
| 8      | Jonas de Geus        | 29 avril 1998     | 23  |
| 9      | Boet Phijffer        | 28 novembre 1996  | 25  |
| 10     | Silas Lageman        | 6 mars 2001       | 21  |
| 11     | Bjorn Kellerman      | 25 mai 1990       | 31  |
| 13     | Mats Gruter          | 13 juin 2003      | 18  |
| 15     | Daan Smits           | 23 décembre 2002  | 19  |
| 16     | Julius Schwartz      | 9 décembre 2002   | 19  |
| 18     | Terrance Pieters     | 14 décembre 1996  | 25  |
| 19     | Finn van Bijnen      | 24 mai 2004       | 17  |
| 21     | Caspar Dobbelaar     | 8 septembre 1993  | 28  |
| 23     | Derck de Vilder      | 23 novembre 1998  | 23  |
| 32     | Moritz Kentmann (GB) | 7 décembre 1992   | 29  |

### HTC Uhlenhorst Mülheim
La composition suivante du HTC Uhlenhorst Mülheim pour l'Euro Hockey League 2022.
Entraîneur :  Thilo Stralkowski
| Numéro | Joueur                   | Date de naissance | Âge |
| ------ | ------------------------ | ----------------- | --- |
| 1      | Lennart Küppers (GB)     | 1er janvier 1995  | 27  |
| 7      | Lucas Toscani            | 22 septembre 1999 | 22  |
| 9      | Till Brock               | 28 juin 1994      | 27  |
| 13     | Henrik Mertgens          | 31 mai 1999       | 22  |
| 15     | Jannik Enaux             | 22 mars 2004      | 18  |
| 16     | Robert Duckscheer        | 7 juillet 2000    | 21  |
| 17     | Tim Söller               | 30 juin 2004      | 17  |
| 18     | Maximilian Ochs          | 25 octobre 1998   | 23  |
| 20     | Niklas Bosserhoff        | 15 avril 1998     | 23  |
| 22     | Jonas Seidemann          | 1er janvier 2001  | 21  |
| 24     | Nick Werner              | 10 mai 2001       | 20  |
| 25     | Moritz Ludwig            | 14 septembre 2001 | 20  |
| 26     | Alec von Schwerin        | 12 février 2004   | 18  |
| 27     | Jan Schiffer (C)         | 3 mai 1998        | 23  |
| 29     | Malte Hellwig            | 23 octobre 1997   | 24  |
| 30     | Krischan Schliemann (GB) | 6 septembre 1998  | 23  |

Les joueurs suivants ont été répertoriés pour concourir, mais n'ont participé à aucun match.
| Numéro | Joueur                | Date de naissance | Âge |
| ------ | --------------------- | ----------------- | --- |
| 21     | Philipp Nörtersheuser | 10 septembre 2003 | 18  |
| 23     | Max Godau             | 25 juillet 1996   | 25  |

### Atlètic Terrassa HC
La composition suivante de l'Atlètic Terrassa HC pour l'Euro Hockey League 2022.
Entraîneur :  Xavier Gasol
| Numéro | Joueur             | Date de naissance | Âge |
| ------ | ------------------ | ----------------- | --- |
| 1      | Marc Calzada (GB)  | 12 août 1993      | 28  |
| 2      | Arnau Pérez        | 3 juillet 2002    | 19  |
| 3      | Ignasi Torras      | 19 juin 1995      | 26  |
| 4      | Roger Fisa         | 18 juillet 2000   | 21  |
| 5      | Jordi Bonastre     | 7 août 2000       | 21  |
| 7      | Pol Cabré-Verdiell | 22 avril 2003     | 18  |
| 8      | Pepe Cunill        | 9 juillet 2001    | 20  |
| 9      | Marc Escudé        | 29 avril 1998     | 23  |
| 10     | Marc Salles (C)    | 6 mai 1987        | 34  |
| 11     | Roc Oliva          | 18 juillet 1989   | 32  |
| 14     | Grau Albert        | 13 mars 2002      | 20  |
| 18     | Johannes Mooij     | 15 octobre 1993   | 28  |
| 19     | Xavier Barutel     | 5 juin 2003       | 18  |
| 20     | Pau Cunill         | 4 janvier 2000    | 22  |
| 21     | Joan Monzo (GB)    | 21 avril 1997     | 24  |
| 22     | Joan Dalmases      | 21 juillet 2001   | 20  |
| 25     | Pol Fite           | 14 mars 2001      | 21  |
| 30     | Joaquim Malgosa    | 4 juin 1996       | 25  |

### Surbiton HC
La composition suivante de Surbiton HC pour l'Euro Hockey League 2022.
Entraîneur :  Mark Pearn
| Numéro | Joueur            | Date de naissance | Âge |
| ------ | ----------------- | ----------------- | --- |
| 3      | Luke Taylor       | 15 septembre 1994 | 27  |
| 4      | Rob Farrington    | 24 mars 1994      | 28  |
| 5      | Thomas Sorsby     | 28 octobre 1996   | 25  |
| 6      | Ben Boon          | 20 octobre 1994   | 27  |
| 7      | Jonny Gall (C)    | 1er mai 1993      | 28  |
| 8      | Timothy Nurse     | 11 mai 1999       | 22  |
| 10     | Jamie Golden      | 24 décembre 2001  | 20  |
| 19     | David Goodfield   | 15 juin 1993      | 28  |
| 20     | Nicholas Park     | 8 avril 1999      | 23  |
| 21     | Adam Buckle       | 4 juillet 2000    | 21  |
| 22     | Alex Williams     | 8 août 1994       | 27  |
| 24     | Sam Spencer       | 3 février 1993    | 29  |
| 26     | James Gall        | 20 mai 1995       | 26  |
| 28     | Gareth Furlong    | 10 mai 1992       | 29  |
| 29     | Alex Rooney (GB)  | 29 mars 1996      | 26  |
| 30     | Ore Ogunlana (GB) | 8 février 1997    | 25  |
| 32     | Jamie Taylor      | 29 novembre 2003  | 18  |
| 36     | Jack Middleton    | 9 novembre 1994   | 27  |

### SV Arminen
La composition suivante du SV Arminen pour l'Euro Hockey League 2022.
Entraîneur :  Tin Matković
| Numéro | Joueur                    | Date de naissance | Âge |
| ------ | ------------------------- | ----------------- | --- |
| 2      | Lorenz Klimon             | 10 janvier 1998   | 24  |
| 3      | Philip Schmidt            | 27 avril 1995     | 26  |
| 5      | Sebastian Eitenberger (C) | 21 août 1992      | 29  |
| 6      | Dominic Uher              | 4 juin 1993       | 28  |
| 7      | Maximilian Kelner         | 7 janvier 2003    | 19  |
| 9      | Maximilian Trnka          | 18 mai 2000       | 21  |
| 10     | Daniel Fröhlich           | 22 mai 1991       | 30  |
| 11     | Patrick Schmidt           | 13 octobre 1991   | 30  |
| 16     | Michael Minar             | 11 octobre 1988   | 33  |
| 17     | Jonas Fischer             | 16 avril 2000     | 21  |
| 18     | Robert Campe              | 20 mai 2001       | 20  |
| 19     | Paul Kramer               | 30 mars 1998      | 24  |
| 20     | Benjamin Kelner           | 29 juillet 2004   | 17  |
| 23     | Lucas Loser               | 9 octobre 1998    | 23  |
| 27     | Florian Hackl             | 18 août 2002      | 19  |
| 31     | Markus Hellwagner         | 16 juin 2000      | 21  |
| 32     | Mateusz Szymczyk (GB)     | 5 décembre 1988   | 33  |

Les joueurs suivants ont été répertoriés pour concourir, mais n'ont participé à aucun match.
| Numéro | Joueur                     | Date de naissance | Âge |
| ------ | -------------------------- | ----------------- | --- |
| 30     | Christoph Sandbichler (GB) | 22 novembre 1997  | 24  |

### Saint-Germain HC
La composition suivante du Saint-Germain HC pour l'Euro Hockey League 2022.
Entraîneur :  Matthias Dierckens
| Numéro | Joueur                      | Date de naissance | Âge |
| ------ | --------------------------- | ----------------- | --- |
| 1      | Owen Jeammot                | 30 juin 2003      | 18  |
| 2      | Grégoire Samson             | 20 juin 1992      | 29  |
| 4      | Guillaume Samson            | 21 janvier 1989   | 33  |
| 7      | Hugo Genestet               | 2 mars 1992       | 30  |
| 10     | Hugo Verrier                | 27 novembre 2003  | 18  |
| 12     | Miguel Pereira              | 9 avril 1996      | 26  |
| 14     | Raïfe Gonessa               | 27 avril 2002     | 19  |
| 16     | William-Ike Jeammot (C)     | 13 septembre 1996 | 25  |
| 17     | Lucas Bazille               | 2 juillet 2001    | 20  |
| 18     | Pol Parrilla                | 12 janvier 1996   | 26  |
| 19     | Noé Jouin                   | 2 août 2002       | 19  |
| 20     | Alban Semenol               | 2 février 1995    | 27  |
| 21     | Paul Segretain              | 12 janvier 2003   | 19  |
| 25     | Thomas Pauchet              | 27 décembre 1991  | 30  |
| 26     | Elliot Scagliola (GB)       | 20 janvier 2003   | 19  |
| 27     | Constant Roux               | 14 août 2004      | 17  |
| 29     | Mateo Perrin                | 29 juin 1996      | 25  |
| 32     | Guillaume de Vaucelles (GB) | 12 octobre 2001   | 20  |